# Uggerly
Uggerly Holding A/S og Uggerly Installation A/S er en dansk installationsvirksomhed med hovedkvarter i Aalborg og syv afdelinger i Danmark. Deres kompetencer er inden for elinstallation, VVS, entreprise og svagstrøm. 
I 2024 var Uggerly's årsomsætning på 460 mio. kroner. I det samme regnskabsår havde de ca. 400 ansatte.
Virksomheden blev etableret i 1993 da Jens Kristian Uggerly og Henrik Uggerly overtog Ryø El Aalborg.